# ストイコ・ストイロフ
ストイコ・ストイロフ（Stoycho Stoilov ブルガリア語: Стойчо Стоилов、1971年10月15日 - ）は、ブルガリアの元サッカー選手。元ブルガリア代表。ポジションはミッドフィールダー。

## 来歴
1998年3月に親善試合でブルガリア代表デビュー。出場機会は無かったが、1998 FIFAワールドカップのメンバーにも選ばれた。2001年までに10試合に出場、1得点をあげた。

## 代表歴

### 出場大会
- ブルガリア代表
  - 1998 FIFAワールドカップ

### 試合数
- 国際Aマッチ 10試合 1得点（1998年-2001年）[1]

| ブルガリア代表 | 国際Aマッチ | 国際Aマッチ |
| 年             | 出場        | 得点        |
| -------------- | ----------- | ----------- |
| 1998           | 3           | 1           |
| 1999           | 0           | 0           |
| 2000           | 0           | 0           |
| 2001           | 7           | 0           |
| 通算           | 10          | 1           |